# تييري ووترز
تييري ووترز (مواليد 12 يوليو 1979) هو سبّاح بلجيكي، مثّل بلاده في الألعاب الأولمبية الصيفية 2000.

## روابط خارجية
تييري ووترز على موقع الاتحاد الدولي للسباحة (الإنجليزية)
- تييري ووترز على موقع أوليمبيديا (الإنجليزية)